# Łotewska Socjalistyczna Republika Radziecka
Łotewska Socjalistyczna Republika Radziecka, Łotewska SRR, radziecka Łotwa, ŁSRR (łot. Latvijas Padomju Sociālistiskā Republika, ros. Латвийская Советская Социалистическая Республика) – jeden z trzech tworów politycznych powstałych w sierpniu 1940 w wyniku agresji ZSRR na państwa bałtyckie oraz aneksji Pierwszej Republiki Łotewskiej w sierpniu 1940, istniał do maja 1990, z przerwą na lata 1941–1944, gdy de facto przestał istnieć. USA i część innych państw nie uznały aneksji Łotwy.
4 maja 1990 Rada Najwyższa Łotewskiej SRR zadecydowała o przywróceniu niepodległości Łotwie po paromiesięcznym okresie przejściowym, który miał zostać wykorzystany na negocjacje z władzami radzieckimi na temat zasad wyjścia z federacji. Władze radzieckie uważały jednak nadal bałtycką republikę za część ZSRR i zwlekały z podjęciem rozmów na temat opuszczenia związku przez Litwę, Łotwę i Estonię (najbogatsze republiki w ZSRR).
3 marca 1991 roku w niewiążącym „doradczym” referendum, przy 87,56% frekwencji, 73,68% mieszkańców opowiedziało się za wystąpieniem z ZSRR i budową własnej państwowości. Przyjmuje się, że za niepodległością głosowały zdecydowana większość mieszkańców Łotwy narodowości łotewskiej oraz około połowa mieszkańców narodowości innej niż łotewska – w owym czasie 34,8% mieszkańców Łotwy (stan na 1989) było narodowości rosyjskiej.
21 sierpnia 1991 Łotwa ogłosiła deklarację niepodległości i została uznana przez Islandię. We wrześniu uczyniły to inne państwa świata, dokonano przyjęcia Łotwy do ONZ, co oficjalnie zakończyło istnienie ŁSRR.

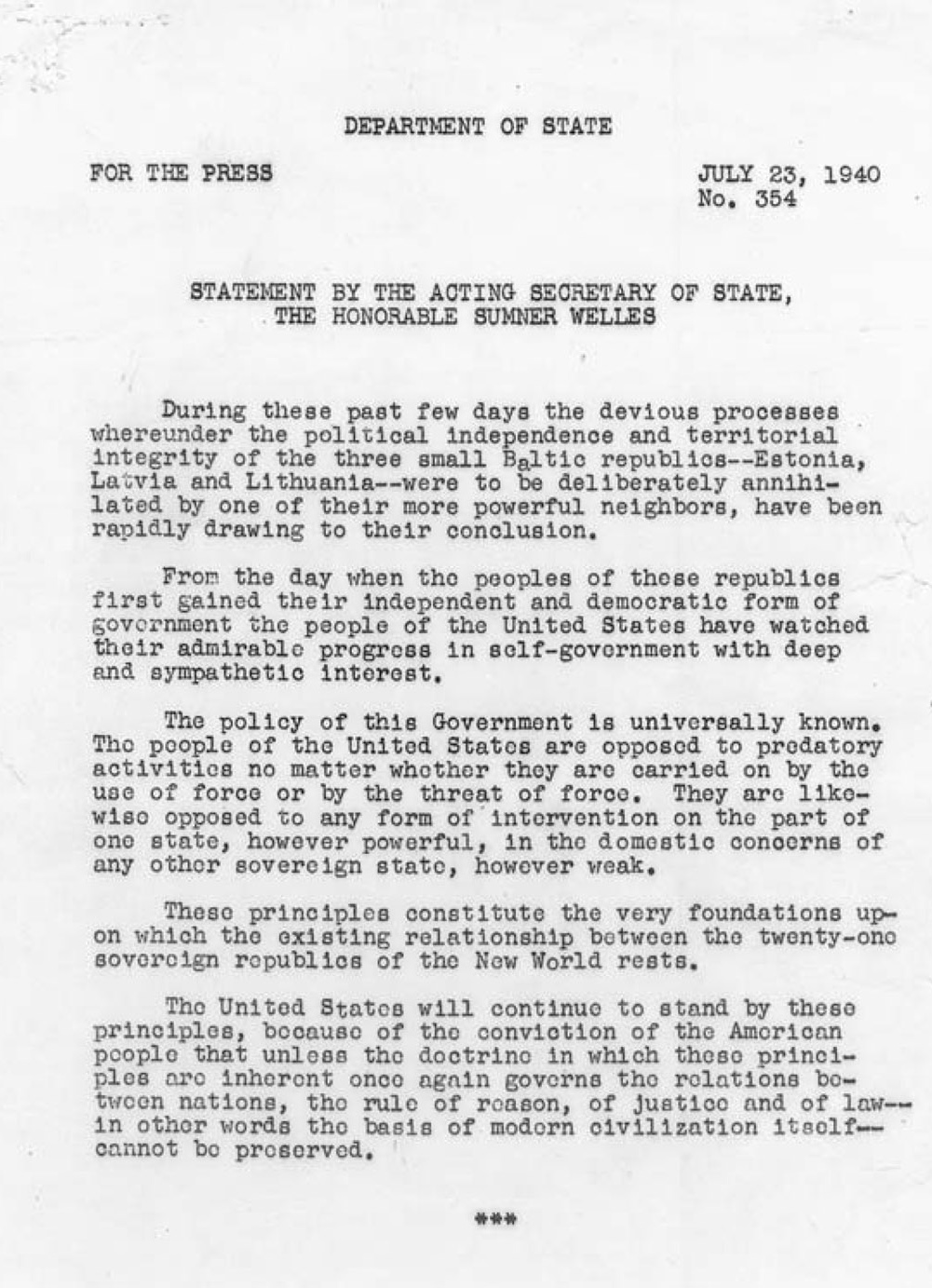
Deklaracja amerykańskiego departamentu stanu, z 23 lipca 1940 r. potępiająca agresję ZSRR na kraje bałtyckie